# Regiões administrativas da Venezuela

Regiões administrativas da Venezuela:.
Região Zuliana
Região Guayana
Região Central
Região Centro-Oeste
Região Insular
Região dos Andes
Região Nordeste
Região dos Llanos
Região Capital
Região Sudoeste

As regiões administrativas da Venezuela agrupam estados, Distrito Capital e dependências federais da Venezuela desde um decreto de 1969 na regionalização que institucionalizou um processo de desenvolvimento por região. As regiões criadas foram modificadas até atingir a sua forma atual.
Venezuela é dividida em oito Regiões Naturais :
| Regiões administrativas | População¹         | Área²       | Estados                                        |
| ----------------------- | ------------------ | ----------- | ---------------------------------------------- |
| Região dos Andes        | 2.210.194          | 53.900 km²  | Barinas, Mérida, Trujillo                      |
| Região Capital          | 5.403.441          | 9.879 km²   | Miranda, Vargas, Distrito Capital (Caracas)    |
| Região Central          | 4.026.931          | 26.464 km²  | Aragua, Carabobo, Cojedes                      |
| Região Centro-Oeste     | 3.976.319          | 66.900 km²  | Falcón, Lara, Portuguesa, Yaracuy              |
| Região Guayana          | 1.776.545          | 458.344 km² | Bolívar, Amazonas, Delta Amacuro               |
| Região Insular          | 428.582            | 28.930 km²  | Nueva Esparta, Dependências federais           |
| Região dos Llanos       | 1.181.650          | 141.486 km² | Apure (excluindo o município de Páez), Guárico |
| Região Nordeste         | 3.165.217          | 84.030 km²  | Anzoátegui, Monagas, Sucre                     |
| Região Sudoeste         | 2.000.000 (aprox.) | N/A         | Táchira e Município Páez de Apure              |
| Região Zuliana          | 3.520.376          | 63.100 km²  | Zulia                                          |

Notas:
1. Números de população são estimativas 2005
2. A área do município Páez tem, de momento, sido incorretamente contada aqui como pertencente a região Llanos, mais do que a região Andina.